# Lagertha
Lagertha je prema legendi vikinška žena ratnica s područja današnje Norveške i nekadašnja supruga slavnog Vikinga Ragnara Lothbroka. Njezina priča, kako ju je zabilježio kroničar Saxo Grammaticus u 12. stoljeću, može biti odraz priče o Thorgerdu (Þorgerðr Hölgabrúðr), nordijskom božanstvu.
Njezino ime Lathgertha kako ga je zabilježio Saxo, vjerojatno je latinska inačica staronorveške riječi Hlaðgerðr (Heidgerd). Ime je također zabilježeno i kao Ladgertha, Ladgerda i sl.
Priča o Lagerthi zabilježena je u devetoj knjizi Gesta Danorum. To je danska povijesna kronika iz 12. stoljeća, koju je napisao srednjovjekovni povjesničar Saxo Grammaticus. Prema Gesti Danorum, Lagertha je postala ratnica kada je kralj Švedske Frø, napao Norvešku i ubio norveškog kralja Siwarda. Frø je poslao žene iz kraljeve obitelji u bordel kako bi ih javno ponizio. Čuvši to, Ragnar Lodbrok došao je s vojskom kako bi osvetio svog djeda Siwarda. Skupina žena se preobukla u mušku odjeću i borila na strani Ragnara. Glavna među njima bila je Lagertha, ključna za pobjedu.
Impresioniran njenom hrabrošću, Ragnar joj se udvarao. Lagertha je odglumila interes i Ragnar je došao isprositi njezinu ruku. Lagerthin dom čuvali su medvjed i golemi pas. Ragnar je ubio medvjeda kopljem i ugušio psa na smrt. Tako je osvojio Lagerthinu ruku te su se nakon toga vjenčali. Prema Saxu, imali su sina Fridleifa kao i dvije kćeri, čija imena nisu zabilježena.